# Nudging

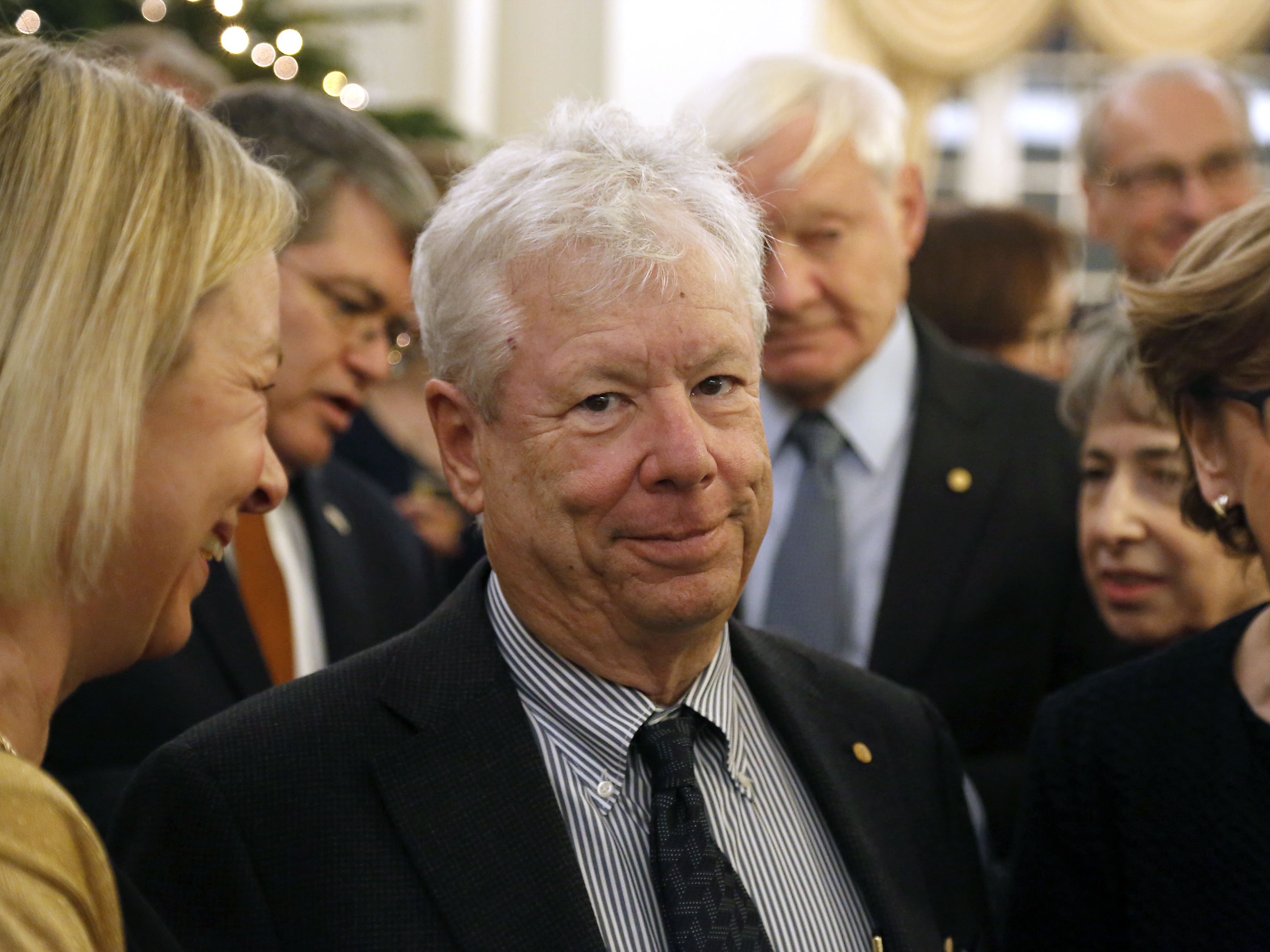
Richard Thaler (6. prosince 2017)

Nudging (lze přeložit jako „popíchnutí“ či „postrčení“) označuje ovlivnění jednotlivce při rozhodování, aniž by bylo nutné uplatňovat ekonomické pobídky nebo přímých příkazů. Tento koncept z oblasti behaviorální ekonomie spočívá v nenásilném vedení jednotlivce k výběru vhodné volbě preferované možnosti bez použití donucovacích nástrojů, jako jsou například pokuty či dotace. Populárním se stal zejména díky knize Nudge: Improving Decisions About Health, Wealth, and Happiness, kterou v roce 2008 napsali Richard Thaler a Cass Sustein. Thaler v roce 2017 za tuto práci obdržel Nobelovu cenu za ekonomii.

## Principy nudgingu
Nudging vychází z předpokladů, že lidé nejednají vždy racionálně a jejich rozhodování je ovlivněno kognitivními zkresleními, jako jsou tendence k předpojatostem, setrvačnost či omezená pozornost. Nudges (podněty) využívají těchto zkreslení k podpoře rozhodnutí, která jsou považována za společensky žádoucí nebo užitečná. Tyto podněty by neměly omezovat svobodu volby jednotlivců, pouze jen postrčit k rozhodnutí ve správném směru. Základní principy nudgingu zahrnují:

### Jednoduchost
Podněty by měly být pro jednotlivce přímočaré, snadno pochopitelné a nezatěžovaly ho příliš velkým množstvím informací. Typickým příkladem jsou v supermarketech potraviny, zejména ty zdravější, které jsou často umístěny na úroveň očí, což by mělo usnadnit jednotlivcovu volbu, aniž by bylo nutné studovat nutriční hodnoty.

### Základ v lidské psychologii
Nudging využívá znalosti jednání lidí a také faktory, které jejich chování ovlivňují. Jedná se například o důležitost výchozí volby - nastaveného základního rozhodnutí, které může výrazně ovlivnit chování. Například v zaměstnání, kdy jsou zaměstnanci automaticky zapisováni do penzijního programu, a i přes možnost aktivního vystoupení, se většina zaměstnanců rozhodne v tomto programu zůstat.

### Transparentnost
Transparentnost je klíčovým aspektem nudgingu. Tento princip zajišťuje, že podněty jednotlivce k rozhodnutí či jednání nenutí, pouze jim nabízejí snadnější cestu k preferované volbě. V praxi tento princip nalezneme například v oblasti finančních rozhodnutí, kdy informace o důležitosti spoření jsou prezentovány jasně, srozumitelně a není potřeba jednotlivce k danému kroku přímo nutit.

## Aplikace v praxi
V ekonomickém ohledu je nudging využíván zejména k podpoře rozhodnutí, která mají dlouhodobě pozitivní dopady na jednotlivce nebo společnost. Příklady zahrnují:
- Spoření a finanční plánování: Automatické zapisování zaměstnanců do penzijních plánů (opt-out systémy), což zvyšuje podíl lidí spořících na důchod.[7]
- Zdravotnictví: Probíhají jednoduchá opatření v podobě umístění zdravějších potravin v supermarketech na hladinu očí.
- Daně: Využívání jednoduchých zpráv na daňových formulářích, jako je upozornění na vysoké procento daňových poplatníků, kteří daně platí včas, zlepšuje platební morálku.[8]

## Kritika a etické otázky
Nudging je předmětem kritiky, zejména z etického hlediska. Kritici upozorňují na:
- Manipulaci: Obavy, že podněty mohou nenápadně vést k ovlivňování rozhodnutí proti zájmům jednotlivců, například ve prospěch komerčních zájmů. Pokud by si jednotlivci uvědomili, že jsou ovlivňováni skrytými mechanismy, mohla by být narušena jejich důvěra v rozhodovací procesy.
- Asymetrii informací: Roste riziko zneužití informací, které nejsou veřejnosti dostupné. Například pokud jsou podněty navrženy tak, aby zvýhodňovaly jednu skupinu na úkor druhé.
- Neúčinné nebo nevhodné podněty: Špatně navržené podněty mohou vykazovat dlouhodobě negativní důsledky, zejména při nedostatečném zvážení kulturních či sociálních kontextů, které vede k nepochopení podnětů nebo dokonce jejich odmítnutí.
- Etická dilemata: Vyskytuje se zde otázka správného využití behaviorálních principů k ovlivňování jednotlivců, i když je cílem společenské dobro.
- Snížení osobní odpovědnosti: Kritici se obávají, že nadměrné spoléhání na nudging může vest k oslabení osobní odpovědnosti za rozhodnutí. Pokud jsou jednotlivci příliš vedeni externími podněty, mohou ztratit motivaci učit se činit informovaná rozhodnutí samostatně.[9]

## Budoucnost nudgingu
S rozvojem technologií se očekává, že nudging získá nové možnosti a širší uplatnění. Například chytré aplikace a digitální nástroje dokážou uživatele nenápadně vést ke zdravějším volbám nebo lepším finančním rozhodnutím. Kritici upozorňují na riziko zneužití dat a nepřiměřeného sledování, což může narušit soukromí a důvěru veřejnosti. Některé vlády a organizace již vyvíjejí regulační rámce, které mají zajistit, že technologie založené na nudgingu budou používány eticky a transparentně. 
Budoucnost nudgingu bude pravděpodobně zahrnovat i větší důraz na participativní přístup, kdy budou jednotlivci více zapojeni do procesu navrhování podnětů. Tím by se mohly zmírnit některé etické obavy a posílit důvěra ve využívání tohoto nástroje. Nudging tak zůstává atraktivním a zajímavým tématem, ale zároveň i kontroverzním nástrojem pro tvůrce politik, které vyvolává diskusi o rovnováze mezi svobodou volby a dosažením společenských cílů.